# Далакайнар
Далакайна́р (каз. Далақайнар) — село у складі Шуського району Жамбильської області Казахстану. Адміністративний центр та єдиний населений пункт Далакайнарського сільського округу.
Населення — 1373 особи (2021; 1358 у 2009, 1985 у 1999, 2305 у 1989).